# Ixuxú
Ixuxú fut le premier périodique hebdomadaire à être écrit en asturien. Créé en 1901 à Gijón par Francisco González Prieto sa ligne éditoriale était d'idéologie ultra conservatrice et catholique. Il a eu une durée de vie d'à peine un an.